# Луис (окръг, Ню Йорк)
Вижте пояснителната страница за други значения на Луис.
Окръг Луис (на английски: Lewis County) е окръг в щата Ню Йорк, Съединени американски щати. Площта му е 3341 km², а населението - 26 551 души (2017). Административен център е град Лоувил.